# Kánya
Kánya is een plaats (község) en gemeente in het Hongaarse comitaat Somogy. Kánya telt 499 inwoners (2010). De bevolking is hoofdzakelijk Katholiek.